# Eustache Restout
Pour les articles homonymes, voir Restout.
Eustache Restout, né à Caen le 12 novembre 1655 et mort à Mondaye le 1er novembre 1743, est un architecte, graveur et peintre français.

## Biographie
Religieux prémontré, mort sous-prieur de l’abbaye Saint-Martin de Mondaye, Eustache Restout appartient à l’illustre famille des peintres Restout.
C’est sur ses plans que fut rebâtie l’abbaye de Mondaye, dont il décora l'église de plusieurs tableaux qui furent, depuis, transférés à la cathédrale de Bayeux.
Il a été le maître de son neveu Jean II Restout.